# Macrosiphoniella olgae
Macrosiphoniella olgae är en insektsart. Macrosiphoniella olgae ingår i släktet Macrosiphoniella och familjen långrörsbladlöss. Inga underarter finns listade i Catalogue of Life.